# メトロポリタンジャーニー
『メトロポリタンジャーニー』（Metropolitan Journey）は、1996年4月17日から1997年3月19日までフジテレビ系列で毎週水曜日の21:00 - 21:54（JST）に放送されていたフジテレビ制作の「旅行」をテーマにしたバラエティ番組である。旭化成一社提供。
番組テーマは「旅に飽きたら人生飽きたに等しい」。

## 概要
火曜21時台で放送されていたクイズ番組『なるほど!ザ・ワールド』のコンセプトを引き継いだ番組で、スポンサーも『なるほど!ザ・ワールド』と同じく旭化成一社提供だった。ただし、クイズ番組としての進行形式までは引き継いでいなかった。
バラエティ番組にめったに出演しない里見浩太朗が初司会ということもあって、当初の進行ぶりは今ひとつだったようで、同じく司会を務める大石恵が里見のフォローをしたこともあった。また、里見が舞台公演で出演できない時には、島田紳助と石田純一が代理で司会を務めていた。

### 内容
ゲスト出演者を含むパネリストたちが、毎回2つの旅行プランの中から関心のあるプランを選ぶという内容。当初は小倉智昭、いとうせいこう、小西克哉らがスタジオでプランをプレゼンテーションしていき、選ばれたプランでパネリスト1人が代表して旅行に出掛けるというものだったが、後にプランナーが提案したプランでプランナー自身やゲストが実際に旅行し、その様子をプレゼンテーションする形式へと移行した。

## 出演者

### 前期（1996年4月 - 1996年9月）
- 司会
  - 里見浩太朗
  - 大石恵
- レギュラーパネリスト
  - 島田紳助：パネリストのリーダー格で、里見が舞台などで出演できない日には司会を代行した。
  - 石田純一
  - 浅野ゆう子：放送当時「香港親善大使」の肩書きを持ち、香港がテーマのときはよくプランナーに協力していた。
  - 高木美保
- トラベルプランナー
  - 小倉智昭（チーフプランナー）
  - いとうせいこう：別名「仏像マニアのプランナー」。
  - 小西克哉
- ナレーター
  - 財津一郎

### 後期（1996年10月 - 1997年3月）
司会が里見と大石から紳助と石田に変わり、里見と大石がその他のレギュラーへと配置転換された。小倉・いとう・小西のプランナートリオはそのまま（週替わり）で、ゲストは「旅を決定して行く」形式から「旅に行って紹介する」スタイルに変更。景山と加納とコシノがレギュラー審査員として加わり大幅なリニューアルを行った。
- 司会
  - 島田紳助
  - 石田純一
- 旅行プラン審査員
  - 里見浩太朗
  - 大石恵
  - 景山民夫
  - 加納典明
  - コシノジュンコ
- トラベルプランナー
  - 小倉智昭
  - いとうせいこう
  - 小西克哉
- ナレーター
  - 財津一郎

## スタッフ
- 構成：小山薫堂、海老克哉
- 制作：フジテレビ